# Michael Kovats
Michael Kovats de Fabriczy, född 1724 i Karcag, död 11 maj 1779, var en ungersk kavalleriofficer som deltog i Amerikanska revolutionskriget, på koloniernas sida i Kontinentalarmén. Kovats hade tidigare varit kapten i preussiska armén och anmälde sig som frivillig efter att ha fått kännedom om Amerikanska revolutionen. Han stupade i strid nära Charleston, South Carolina.